# Angela Ghayour
Angela Ghayour est une enseignante afghane, militante pour l'éducation et fondatrice de l'Herat Online School, une école en ligne à but non lucratif qui éduque les femmes et les filles afghanes. Basés au Royaume-Uni, ses services d'éducation en ligne se concentrent sur l'enseignement et le conseil aux femmes et aux filles d'Afghanistan à la suite de l'interdiction des écoles pour filles par les talibans. En reconnaissance de son travail, elle est honorée par la BBC qui l'inclut dans la liste des 100 femmes influentes dans le monde en 2021.

## Biographie
Angela Ghayour n’a que huit ans lorsque la guerre civile afghane éclate en 1992. Sa famille fuit sa ville natale d'Herat pour l'Iran en tant que réfugiée. En Iran, elle ne peut pas s'inscrire à l'école pendant cinq ans en raison du statut du visa temporaire de sa famille. Elle commence l'école à l'âge de 13 ans lorsque son père obtient les documents nécessaires. Chaque jour, après son retour de l'école, Angela Ghayour rassemble 14 autres enfants afghans qui ne sont pas éligibles à l'école dans le jardin de son père et leur enseigne l'écriture, les mathématiques et d'autres matières.
Sa famille retourne en Afghanistan après l’éviction des talibans du pouvoir. Angela Ghayour obtient par la suite un diplôme d'enseignante dans le secondaire, puis déménage aux Pays-Bas en 2018, puis au Royaume-Uni. Après la chute de l'Afghanistan aux mains des talibans et l'interdiction des écoles pour femmes et filles, Angela Ghayour créé l'Herat Online School où les filles afghanes étudient en secret chez elles,. À la suite d'une augmentation du nombre d'inscriptions, elle publie un message sur Instagram demandant aux enseignants bénévoles de rejoindre son école. Plus de 700 personnes dans le monde répondent et rejoignent l'initiative en tant que bénévoles, parmi eux figurent environ 80 psychologues qui conseillent les étudiants,,.
Angela Ghayour déclare avoir reçu presque quotidiennement des menaces de mort de la part des talibans et de leurs partisans pour avoir proposé un service d'éducation en ligne aux femmes et aux filles interdites d'école. Ils la menacent de trouver des personnes ayant l'idéologie talibane au Royaume-Uni, de la trouver et de la tuer.